# Cerganovo, Stara Zagora
Cerganovo (în bulgară Черганово) este un sat în comuna Kazanlăk, regiunea Stara Zagora,  Bulgaria. 

## Demografie
Componența etnică a satului Cerganovo
     Bulgari (89,71%)
     Romi (5,45%)
     Nicio identificare (4,83%)
     Altele (0%)
La recensământul din 2011, populația satului Cerganovo era de 972 locuitori. Din punct de vedere etnic, majoritatea locuitorilor (89,71%) erau bulgari, cu o minoritate de romi (5,45%). Pentru 4,83% din locuitori nu este cunoscută apartenența etnică.